# Stangea paulae
Stangea paulae är en kaprifolväxtart som beskrevs av Graebner. Stangea paulae ingår i släktet Stangea och familjen kaprifolväxter. Inga underarter finns listade i Catalogue of Life.